# Sir! No Sir!
Pour plus de détails, voir Fiche technique et Distribution.
Sir! No Sir! est un film documentaire de 2005 à propos du mouvement anti-guerre au sein des rangs de l'armée américaine durant la guerre du Viêt Nam. Il est sous-titré « l'histoire cachée du mouvement des GI pour arrêter la guerre au Viêt Nam ». Il a remporté en 2005 le prix du public au Los Angeles Film Festival et la récompense du Golden Starfish Award du meilleur documentaire.

## Résumé
Le film consiste en partie d'interviews de vétérans du Viêt Nam qui racontent les raisons pour lesquelles ils ont manifesté leur opposition à la guerre voire ont quitté l'armée.
Dès le début de la guerre, par exemple parmi les bérets verts, une rancœur voit le jour dans les rangs de l'armée sur la différence entre le conflit vietnamien et les « guerres justes » (selon l'expression de Jane Fonda dans le film) pour lesquelles leurs pères s'étaient battus. Au commencement quelques soldats ont quitté l'armée sur une base individuelle. Selon les chiffres du Pentagone, 500 000 désertions ont eu lieu aux États-Unis entre 1966 et 1971. Avec le temps, par contre, il est devenu évident que les GI étaient massivement opposés à la guerre et l'on a commencé à parler d'un mouvement. Howard Levy l'a remarqué quand il a arrêté d'entraîner des soldats et qu'il a reçu un important soutien de ses camarades soldats. Des journaux protestataires ont commencé à être imprimés. Des mesures de sévère répression ont alors été prises par l'Armée, résultant en des mesures d'emprisonnement pour un grand nombre d'années. Un organisateur d'un journal contestataire a ainsi été envoyé en prison pour dix ans, officiellement pour possession de cannabis.
Une autre cause de mécontentement a été la proportion de soldats noirs parmi ceux envoyés au front, à l'époque de l'émergence d'un mouvement noir d'émancipation. L'idée que les Noirs se devaient de se battre contre l'oppression les concernant a mené à l'idée qu'ils n'avaient pas en conséquence à se battre au Viêt Nam, et a eu entre autres pour conséquence une révolte à la prison militaire de Long Binh Jail (Sud-Vietnam) en août 1968, durant laquelle un soldat blanc a été tué.
Le mouvement a finalement sérieusement compromis le bon fonctionnement de l'armée américaine. Face à cette situation, le président Richard Nixon a décidé de « vietnamiser » la guerre, en laissant les combats au sol à des troupes sud-vietnamiennes et en limitant la participation américaine aux bombardements. En conséquence, il a été nié qu'il puisse se trouver des soldats américains à la frontière et ces derniers ont dû se débrouiller seuls. Quand six de ces soldats ont reçu un ordre pour ce qui constituait en réalité une mission suicide, ceux-ci ont refusé et ont décidé, à la place d'obéir, d'envoyer le message au pays. Nixon a répondu à cela en retirant la compagnie du front, mais d'autres compagnies ont à leur tour commencé à se rebeller. Certains officiers ont même été tués par leurs propres hommes. Comme ces meurtres avaient souvent lieu à la grenade à fragmentation, le mot d'argot fragging est alors apparu pour désigner la pratique.
Quand, durant une offensive, plus de bombes ont été lâchées sur le Viêt Nam par les États-Unis que pendant la Seconde Guerre mondiale par les deux camps réunis, la Navy a elle aussi commencé à protester. Un vote a ainsi eu lieu sur le porte-avions Constellation, par lequel l'équipage a décidé de ne pas aller au Viêt Nam.

## Fiche technique
- Photographie : May Rigler et David Zeiger
- Montage : Lindsay Mofford et May Rigler
- Musique : Buddy Judge
- Production : Peter Broderick
- Société de distribution : Balcony Releasing
- Langue : anglais